# تيري هالبن
تيري هالبن (بالإنجليزية: Terry Halpin)‏ هو عالم حاسوب ومهندس أسترالي، (ولد في أستراليا العقد 1950  م).